# Foxit Reader

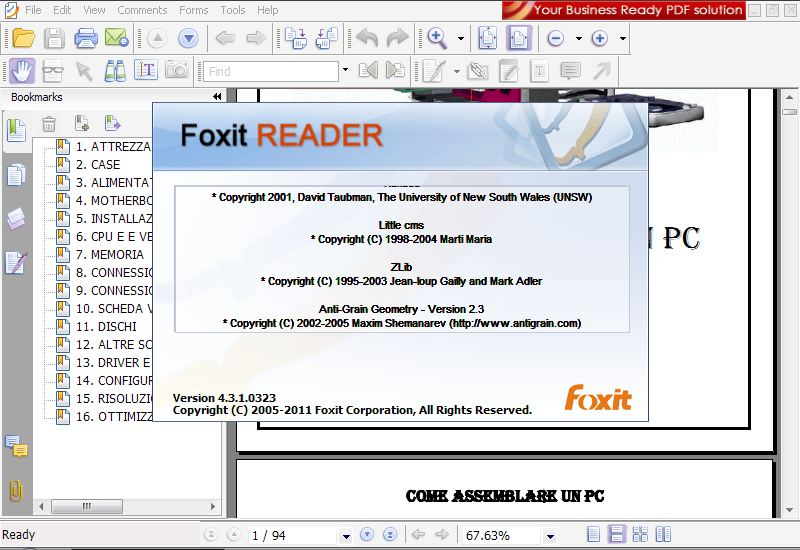
Imagem ilustrativa

Foxit Reader é um leitor de PDF multiliguístico. O leitor básico pode ser obtido por download gratuitamente, enquanto a versão completa é paga.
Para além disso, o Foxit Reader permite criar e editar arquivos PDF.
O Foxit v3.0 foi considerado comparável ao Adobe Reader. A versão para Windows permite fazer anotações e salvar formulários PDF inacabados, importar/exportar FDF, converter em texto, realçar e desenhar. Até a versão 9.7.2, o Foxit Reader tinha recursos de criação de PDF, incluindo uma “Foxit PDF Printer” para Windows, permitindo que todos os programas “imprimissem” a saída em PDF; eles foram removidos em maio de 2020 das versões posteriores. O Foxit PDF Reader também inclui uma versão Enterprise, que requer uma conta Foxit.